# Manfred Pütz
Manfred Pütz (* 16. Juni 1938 in Köln; † 25. Februar 2012) war ein deutscher Amerikanist und Hochschullehrer.

## Leben und Wirken
Manfred Pütz studierte nach einer kaufmännischen Lehre und der Reifeprüfung 1962 im Abendgymnasium  Köln zunächst Philosophie, Soziologie, Psychologie und Pädagogik, später Anglistik und Philosophie an der Universität Köln. Nach seinem ersten Staatsexamen für den höheren Schuldienst 1968 folgten Studienaufenthalte an der University of Cambridge und der University of British Columbia promovierte er dan der Universität Köln 1971 bei Helmut Bonheim über „Motivation im englischen und amerikanischen Roman des neunzehnten und zwanzigsten Jahrhunderts“. Ab 1970 war Pütz an dieser Universität als wissenschaftlicher Assistent tätig und habilitierte sich 1976 für Anglistik und Amerikanistik. Nach einer Lehrstuhlvertretung an der Ruhr-Universität Bochum (1977/78) wurde er in Köln 1979 außerplanmäßiger Professor. Im Jahre 1980 folgte eine Professur an der Universität Bamberg und 1984 an der Universität Augsburg. 1990 wurde er ordentlicher Professor für Amerikanistik an der Universität Freiburg/Br. Dort lehrte er bis zu seiner Emeritierung 2003. Gastprofessuren hatte er an Universitäten in den USA, China und Costa Rica inne.
Neben Veröffentlichungen zur neueren amerikanischen Literatur trat Pütz auch als Übersetzer und Herausgeber von Werken amerikanischer Autoren hervor. Seit 1975 war er Mitherausgeber der Zeitschrift „Kritikon Litterarum“.

## Veröffentlichungen (Auswahl)
- Formen moderner Gedichte. Versuch einer Typologie. In: Literatur in Wissenschaft und Unterricht, Bd. 5, H. 3, 1972, S. 177–196.

- Max Webers These vom 'Geist des Kapitalismus' und der Fall Benjamin Franklin. In: Amerikastudien, Bd. 29, H. 3, 1984, S. 297–310.

- The story of identity. American fiction of the sixties (= Amerikastudien. Bd. 54). Metzler, Stuttgart 1979, ISBN 3-476-00439-2 (2. Aufl. Fink, München 1987, ISBN 3-7705-2471-3).
- (Hrsg., mit Peter Freese): Postmodernism in American literature. A critical anthology (= Anglistik und Amerikanistik. Bd. 8). Thesen-Verlag, Darmstadt 1984, ISBN 3-7677-0030-1.
- Typologie und historischer Roman. Zum skeptischen Geschichtsbild von Herman Melvilles 'Israel Potter'. In: Dieter Meindl (Hrsg.): Mythos und Aufklärung in der amerikanischen Kultur. Zu Ehren von Hans-Joachim Lang (= Erlanger Forschungen, Reihe A. Bd. 38). Universitätsbibliothek Erlangen 1985, ISBN 3-922135-43-9, S. 227–251.
- Ralph Waldo Emerson. A bibliography of twentieth-century criticism (= Sprache und Literatur. Bd. 28). Lang, Frankfurt am Main 1986, ISBN 3-8204-8743-3.
- Once again Emerson and Kant. Is Emerson's thought a philosophy before, after, beside or beyond Kant? In: Peter Freese (Hrsg.): Religion and philosophy in the United States of America. Bd. 2. Verlag Die Blaue Eule, Essen 1987, ISBN 3-89206-149-1, S. 621–640.
- Zum Fiktionsbegriff des zeitgenössischen amerikanischen Romans. Ein historisch-systematischer Überblick im Lichte von Autorenäußerungen. In: Gerhard Hoffmann (Hrsg.): Der zeitgenössische amerikanische Roman. Bd. 1 (= UTB. Bd. 1194). Fink, München 1988, S. 81–07, ISBN 3-7705-2083-1.
- (miz Jon-K. Adams): A concordance to Thomas Paine's Common Sense and the American crisis. Garland, New York 1989, ISBN 0-8240-7241-3.
- (Hrsg.): Nietzsche in American literature and thought. Camden House, Columbia, SC 1995, ISBN 1-57113-028-4.
- Essays on American literature and ideas (= Albion books. Bd. 6). Inst. European, Iași 1997, ISBN 973-586-080-5.

Übersetzungen/Hrsg.
- Ralph Waldo Emerson: Die Natur. Ausgewählte Essays. Reclam, Stuttgart 1982 (neueste Ausgabe 2019, ISBN 978-3-15-019517-8).
- Benjamin Franklin: Lebenserinnerungen. Winkler, München 1983, ISBN 3-538-06572-1.
- Edgar Allan Poe: Ligeia. Englisch/Deutsch. Reclam, Stuttgart 1983
- (mit Gunda Pütz): Arthur Miller: Death of a Salesman. Reclam, Stuttgart 1984 (neueste Ausgabe 2024, ISBN 978-3-15-014507-4).
- Edgar Allan Poe: Erzählungen. Reclam, Stuttgart 1989 (neueste Ausgabe 2014, ISBN 978-3-15-008619-3).

Außerdem zahlreiche Aufsätze in Fachzeitschriften.